# Пасиняно сул Тразимено
Пасиня̀но сул Тразимѐно (на италиански: Passignano sul Trasimeno, на местен диалект Pasigneno, Пасинено) е градче и община в Централна Италия, провинция Перуджа, регион Умбрия. Разположено е на 289 m надморска височина, на северния бряг на Тразименското езеро. Населението на общината е 5678 души (към 2011 г.).